# Claudinha (basquetebolista)
Cláudia Maria das Neves, mais conhecida como Claudinha (Guarujá, 17 de fevereiro de 1975) é uma jogadora brasileira de basquetebol. Atua como armadora.

## Carreira
Ela fez parte do elenco da Seleção Brasileira de Basquetebol Feminino, nas Olimpíadas de 2000 e 2008.
Conquistou a medalha de bronze nos Jogos Olímpicos de Sydney, em 2000.

## Clubes
- Vila Souza (SP)
- Ponte Preta/Campinas (SP)
- BCN/Osasco (SP)
- Vasco da Gama (RJ)
- Detroit Shock
- Miami Sol
- Salamanca
- Lattes Maurin Montpellier
- Americana (SP)
- Ourinhos (SP)
- Clermont Ferrand